# SC RASTA Vechta
O Sport Club Rasta Vechta é um clube profissional de basquetebol alemão que atualmente disputa a BBL. Sua sede está na cidade de Vechta, Baixa Saxônia e sua arena é a RASTA Dome com 3.140 lugares.

## Títulos
- Pro A (Segunda Divisão)

Campeões (3): 2012-13, 2017-18, 2022-23
Finalsita:2015-16

## Temporada por Temporada
| Temporada | Nível | Divisão    | Pos. | Resultado final   | Copa da Alemanha  | Competições Europeias  |
| --------- | ----- | ---------- | ---- | ----------------- | ----------------- | ---------------------- |
| 2009–10   | 3     | Pro B      | 12º  |                   |                   |                        |
| 2010–11   | 3     | Pro B      | 3º   |                   |                   |                        |
| 2011–12   | 3     | Pro B      | 2º   | Promovido         |                   |                        |
| 2012–13   | 2     | ProA       | 1º   | Promovido         |                   |                        |
| 2013–14   | 1     | Bundesliga | 18º  | Rebaixado         |                   |                        |
| 2014–15   | 2     | ProA       | 10º  |                   |                   |                        |
| 2015–16   | 2     | ProA       | 2º   | Promovido         |                   |                        |
| 2016–17   | 1     | Bundesliga | 17º  | Rebaixado         |                   |                        |
| 2017-18   | 2     | ProA       | 1º   | Promovido         |                   |                        |
| 2018-19   | 1     | Bundesliga | 4    | Semifinais        |                   |                        |
| 2019-20   | 1     | Bundesliga | 6    |                   |                   | 3 Liga dos Campeões    |
| 2020-21   | 1     | Bundesliga | 18   | Rebaixado         |                   |                        |
| 2021-22   | 2     | ProA       | 12   |                   |                   |                        |
| 2022-23   | 2     | ProA       | 1    | Promovido         |                   |                        |
| 2023-24   | 1     | BBL        | 6º   | Quartas de finais | Quartas de finais |                        |
| 2024-25   | 1     | BBL        | 12º  |                   | Quartas de finais | 3 Liga dos Campeões TR |
| 2025-26   | 1     | BBL        |      |                   |                   | 4 Copa Europeia        |